# Stringer (film)
Stringer  è un film del 1999 diretto da Klaus Biedermann.

## Trama
Filo è un cameraman alla ricerca di uno scoop e non esita, pur con alcune riserve morali, a seguire Wolko, un giornalista privo di scrupoli.